# Mistrovství Asie ve sportovním lezení 2018
Mistrovství Asie ve sportovním lezení 2018 (anglicky: Asian Continental Championship) se uskutečnilo již po šestadvacáté, 7.-11. listopadu v japonském Kurajoši ve třech disciplínách (v lezení na obtížnost, rychlost a v boulderingu) a také v kombinaci disciplín.

## Průběh závodů

### Výsledky mužů a žen
| obtížnost            | obtížnost         | rychlost           | rychlost                | bouldering        | bouldering        |
| -------------------- | ----------------- | ------------------ | ----------------------- | ----------------- | ----------------- |
| muži                 | ženy              | muži               | ženy                    | muži              | ženy              |
| 1. Kokoro Fudžii     | 1. Kim Ča-in      | 1. Alfian Muhammad | 1. Sari Agustina        | 1. Meiči Narasaki | 1. Futaba Itó     |
| 2. Hidemasa Nishida  | 2. Akijo Noguči   | 2. Sabri Sabri     | 2. YiLing Song          | 2. Keita Watabe   | 2. Nanako Kura    |
| 3. Tomoaki Takata    | 3. Mei Kotake     | 3. Aspar Jaelolo   | 3. Aries Susanti Rahayu | 3. YuFei Pan      | 3. Saki Kikuchi   |
|                      |                   |                    |                         |                   |                   |
| 4. YuFei Pan         | 4. Natsumi Hirano | 4.                 | 4.                      | 4.                | 4.                |
| 5. Jošijuki Ogata    | 5. Miu Kurita     | 5.                 | 5.                      | 5.                | 5.                |
| 6. Meiči Narasaki    | 6. Sol Sa         | 6.                 | 6.                      | 6.                | 6.                |
| 7. Masahiro Higuchi  | 7. Hsiu-Ju Lin    | 7.                 | 7.                      | 7.                | 7.                |
| 8. HaiBin Qu         | 8. Miho Nonaka    | 8.                 | 8.                      | 8.                | 8.                |
| 9.-10. Čon Džong-won | 9. Hung Ying Lee  | 9.                 | 9.                      | 9.                | 9.                |
| 9.-10. Rei Sugimoto  | 10. Futaba Itó    | 10.                | 10.                     | 10.               | 10.               |
| 8 finalistů          | 7 finalistek      | 4/8 finalistů      | 4/8 finalistek          | 6 finalistů       | 6 finalistek      |
| 26 semifinalistů     | 24 semifinalistek | 16 semifinalistů   | 16 semifinalistek       | 20 semifinalistů  | 20 semifinalistek |
| 45 mužů              | 38 žen            | ? mužů             | ? žen                   | ? mužů            | ? žen             |